# Próba Gutzmanna
Próba Gutzmanna – jest to test stosowany w badaniu mowy przez logopedów, laryngologów i foniatrów służący do oceny sprawności zwarcia podniebienno-gardłowego.

## Przeprowadzanie testu
Podczas naprzemiennego wymawiania przez badanego głosek a oraz i badający naprzemiennie uciska i zwalnia ucisk na skrzydełka nosa osoby badanej. W przypadku stwierdzenia nosowania otwartego, podczas ucisku na skrzydełka wyczuwalne są drgania, a głos staje się ciemniejszy.